# Presidência de Barack Obama
A Presidência de Barack Obama teve início ao meio-dia (UTC-5) de 20 de janeiro de 2009, tornando-se o 44º Presidente dos Estados Unidos da América. Obama era Senador dos Estados Unidos pelo estado de Illinois na época de sua vitória sobre o Senador do Arizona John McCain na eleição presidencial de 2008. Barack Obama é o primeiro presidente afro-americano dos Estados Unidos, assim como o primeiro nascido no Havaí.
Suas decisões políticas abrangeram a crise financeira global e incluíram mudanças nas políticas de impostos, na legislação para a reforma da Indústria da saúde dos Estados Unidos, iniciativas de política externa e a libertação de forma gradual dos prisioneiros da Prisão de Guantánamo em Cuba. Ele participou do encontro de 2009 do G-20 em Londres, visitando mais tarde as tropas americanas no Iraque. Em viagem por diversos países europeus após o encontro do G-20, anunciou em Praga sua vontade de negociar a redução do arsenal nuclear mundial, levando a sua eventual extinção. Em outubro de 2009 foi agraciado com o Nobel da Paz pelos seus "esforços extraordinários para fortalecer a diplomacia internacional e a cooperação entre os povos".
Obama foi eleito para o segundo mandato em 6 de novembro de 2012, derrotando o concorrente republicano Mitt Romney com 65.9 milhões de votos populares e 332 votos eleitorais, citando seus objetivos para o segundo mandato em seu discurso de vitória. Ele ressaltou a necessidade de combater a desigualdade econômica e ao mesmo tempo lidar com a adaptação ao aquecimento global, bem como a reforma do ensino americano para promover a tecnologia e inovação, dizendo: "Acreditamos em uma América generosa".

## Período de transição

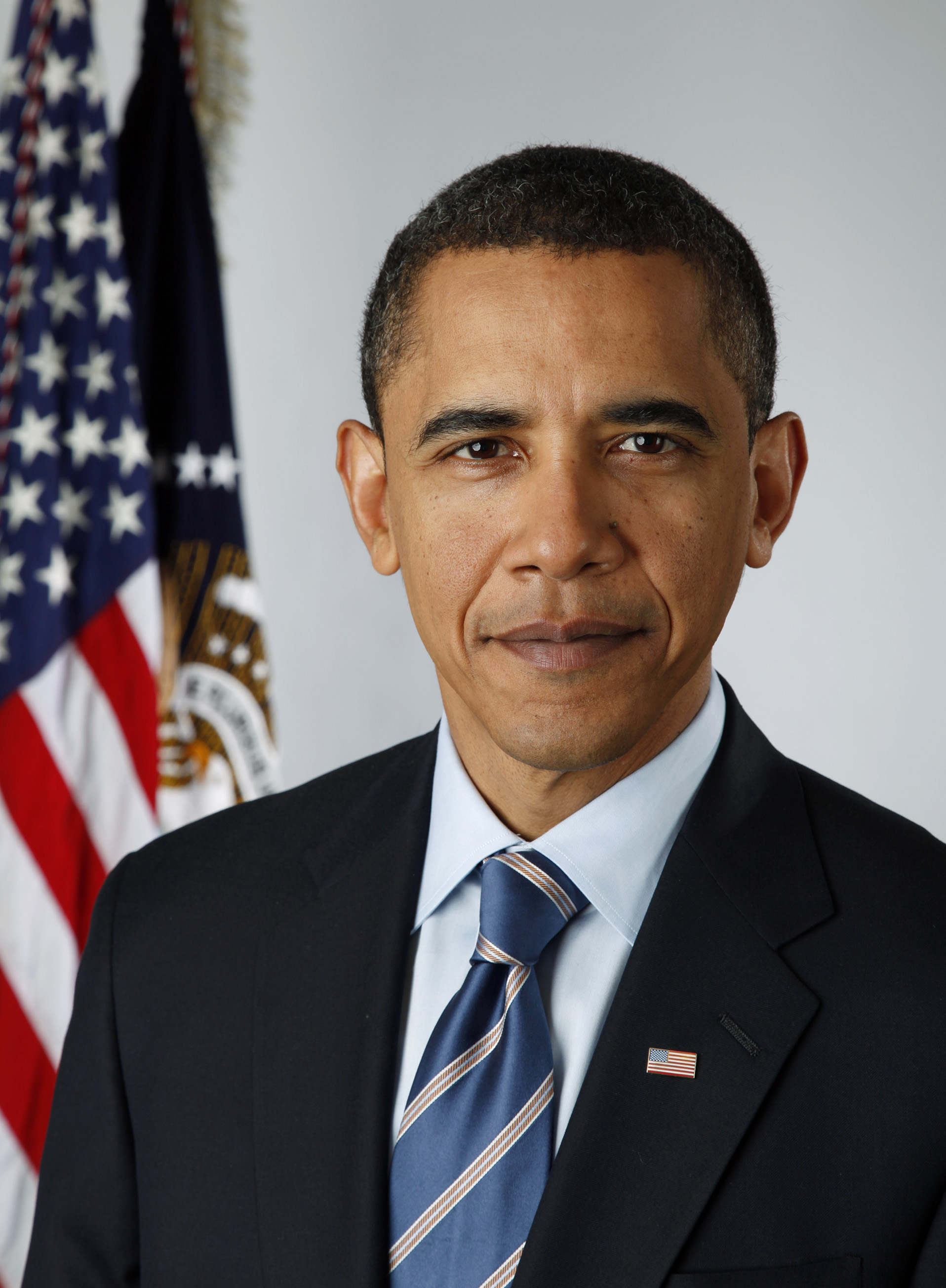
Foto presidencial do primeiro mandato de Obama, tirada durante o período de transição

O período de transição presidencial começou após a eleição de Obama para a presidência em 4 de novembro de 2008. O projeto da transição de Obama-Biden foi co-presidido por John Podesta, Valerie Jarrett, e Pete Rouse. Durante o período de transição, Obama anunciou suas nomeações para o novo gabinete. Logo após a eleição de 4 de novembro, Obama escolheu o representante pelo Illinois, Rahm Emanuel, como Chefe de Gabinete da Casa Branca.
As nomeações para o novo gabinete incluíram a sua principal ex-adversária nas primárias, Hillary Rodham Clinton, como secretária de Estado, e Bill Richardson como secretário de Comércio (embora Richardson tenha desistido do cargo em 4 de janeiro de 2009). Obama nomeou Eric Holder como procurador-geral, tornando este o primeiro afro-americano a ser nomeado para essa posição. Ele também nomeou Timothy Geithner como Secretário do Tesouro. Em 1 de dezembro, Obama anunciou que havia pedido a Robert Gates que permanecesse como secretário de Defesa, tornando Gates o primeiro secretário de Defesa a trabalhar para um presidente com um partido diferente do qual ele havia sido primeiramente nomeado. Ele nomeou a ex-secretária adjunta para assuntos africanos, Susan Rice, para o cargo de embaixadora dos Estados Unidos nas Nações Unidas, nomeando-a mais tarde como Conselheira de Segurança Nacional.
Durante a transição, ele manteve o site Change.gov, onde ele escrevia para os leitores e anunciava os novos membros de seu gabinete. O site também permitiu que as pessoas compartilhassem suas histórias e visões entre si e com a equipe de transição, que acabou tornando-se um livro, o Citizen's Briefing Book, que foi dado a Obama logo após sua posse. A maioria das informações de Change.gov foram transferidos para o site oficial da Casa Branca, o whitehouse.gov, logo após a posse de Obama.

## Posse

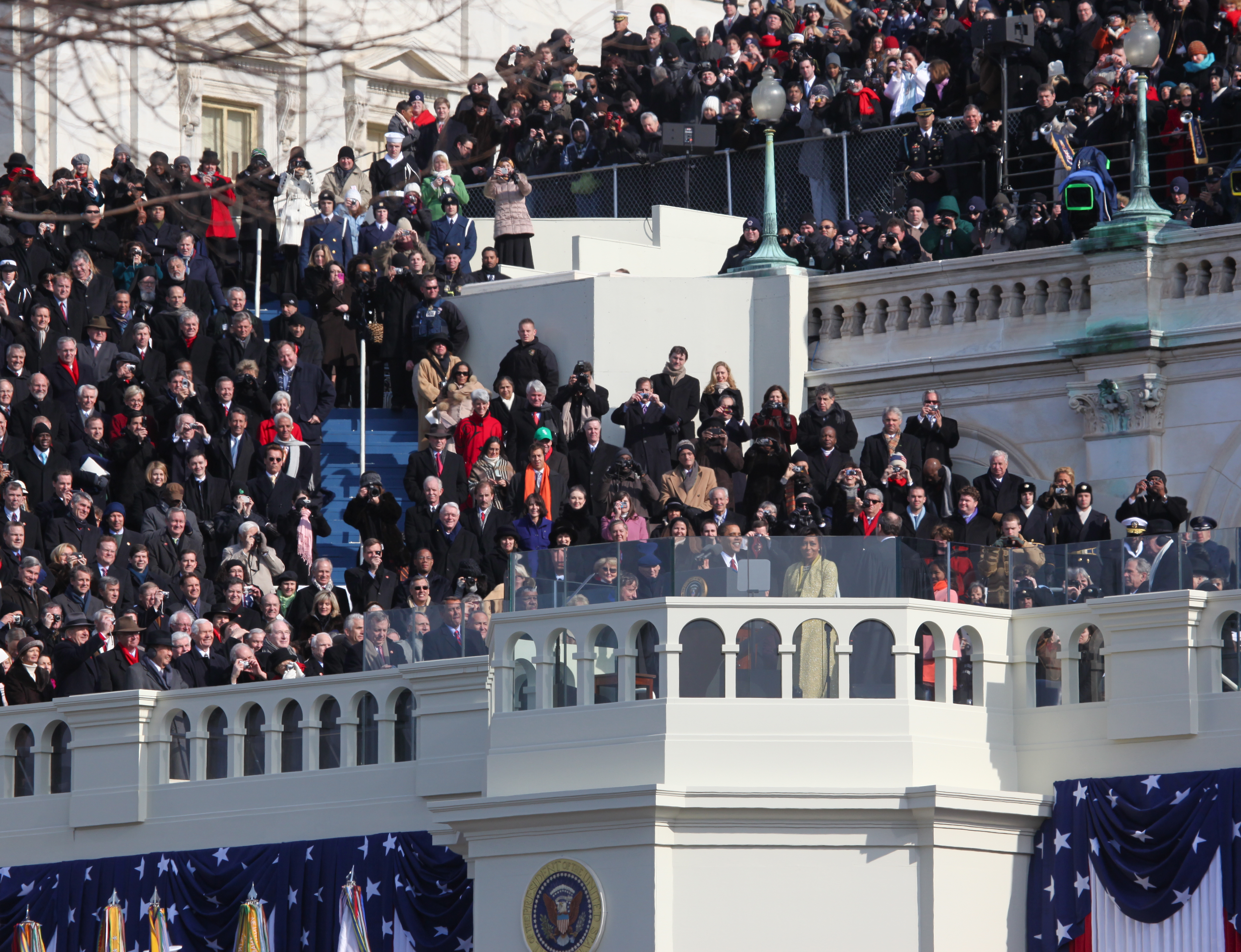
Barack Obama sendo empossado como presidente dos Estados Unidos.

Obama foi empossado em 20 de janeiro de 2009. Oficialmente ele assumiu o poder ao meio dia (horário de Washington), e completou o juramento de posse às 12:05, fazendo logo em seguida seu discurso inaugural. Após seu discurso ele seguiu para a Sala Presidencial no Capitólio e assinou três documentos: uma proclamação comemorativa, uma lista de compromissos do seu gabinete e uma outra lista de compromissos do seu sub-gabinete, antes de participar de um almoço com líderes do Congresso, de sua administração e alguns convidados. Para comemorar o 200o aniversário do nascimento do ex-presidente Abraham Lincoln, Obama utilizou na sua posse a mesma Bíblia usada por Lincoln quando empossado em 1861.
Na administração do juramento, o Chefe de Justiça John Roberts trocou a palavra "fielmente" e erroneamente confundiu a frase "Presidente dos Estados Unidos" com "Presidente para os Estados Unidos" em seguida recomeçando a frase da forma correta; uma vez que Obama repetiu a forma incorreta, alguns estudiosos argumentam que o Presidente deveria ter retomado o juramento do início. Em 21 de janeiro, Roberts readministrou o Juramento a Obama em uma cerimônia privada na Casa Branca, fazendo dele o sétimo presidente a refazer o juramento; o Conselheiro da Casa Branca Greg Craig disse que Obama refez o juramento como uma forma de "excesso de cautela".

## Primeiros cem dias

### Expectativas
O centésimo dia de Obama no cargo foi em 29 de abril de 2009. Em sua primeira entrevista pós eleição para o 60 Minutes, Obama disse que estudou os primeiros cem dias de Franklin Roosevelt, acrescentando, "Os primeiros cem dias são importantes, mas provavelmente os primeiros mil dias farão a diferença."
Diversas agências de notícias criaram páginas de internet cobrindo o assunto. Comentaristas opinaram sobre os desafios e as prioridades das políticas interna, externa, econômica e ambiental. A CNN listou algumas questões econômicas que "Obama e sua equipe terão que enfrentar nos seus primeiros cem dias", acima de tudo, será aprovar e implementar um pacote de recuperação para lidar com a crise financeira global. Clive Stafford Smith, um advogado britânico de direitos humanos, expressou sua esperança que o novo presidente feche Guantánamo nos seus primeiros cem dias no cargo. Depois de assessores do presidente anunciarem sua intenção de dar um grande discurso sobre política externa na capital de um país islâmico, especulou-se em Jacarta que ele poderia retornar à antiga cidade onde passou parte da infância, ainda durante os cem pimeiros dias de seu mandato.
O The New York Times dedicou uma série de cinco partes, apresentadas ao longo de duas semanas, com uma análise dos primeiros cem dias da administração Obama. A cada dia as análises de um especialista político eram seguidas de artigos livremente editados pelos leitores. Os escritores compararam as expectativas de Obama com as situações de Franklin Roosevelt (16 de janeiro, Jean Edward Smith), John Kennedy (19 de janeiro, Richard Reeves), Lyndon Johnson (23 de janeiro, Robert Dallek), Ronald Reagan (27 de janeiro, Lou Cannon), e Richard Nixon (4 de fevereiro, Roger Morris).

### Legislação e ordens executivas
Poucos minutos após o Juramento de posse em 20 de janeiro, o Chefe do Estado Maior de Obama, Rahm Emanuel, reduziu o sigilo dado aos registros presidenciais, revogando a ordem executiva do presidente George W. Bush. Devido à crise econômica, o Presidente decretou o congelamento dos salários dos funcionários seniores da Casa Branca que ganhassem mais de 100.000 dólares por ano. Ele renunciou as próprias novas regras nas nomeações de William Lynn como vice-secretário de Defesa, Jocelyn Frye como diretora de políticas e projetos do escritório da Primeira-dama e Cecilia Muñoz como diretora de assuntos intergovernamentais do escritório executivo do presidente, levando a algumas críticas sobre a hipocrisia e a violação da sua promessa de transparência governamental.

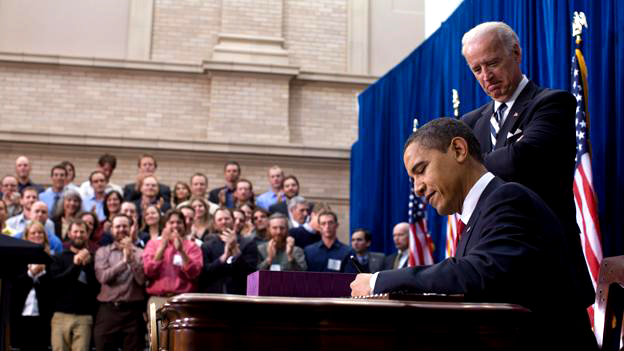
O Presidente Obama assinando uma lei em 17 de fevereiro de 2009 em Denver, Colorado, o vice-presidente Joe Biden aparece em pé atrás dele.

Na sua primeira semana no cargo, Obama ordenou a suspensão de todos os processos em andamento na Prisão de Guantánamo e o fechamento da unidade no prazo de um ano. Ele também requereu que o Manual de Campo do Exército seja adotado como guia nos interrogatórios contra o terrorismo, banindo a tortura e outras técnicas, como o afogamento simulado. Obama apresentou outro decreto-lei intitulado "Compromissos Éticos do Poder Executivo", impondo restrições aos funcionários do poder executivo e colocando restrições mais rígidas sobre a prática de lobby na Casa Branca. Obama assinou dois memorandos presidenciais a respeito da independência energética, ordenando que o Departamento de Transporte a estabelecer melhores normas sobre a eficiência dos combustíveis antes que os modelos de automóveis de 2011 sejam lançados e permitindo aos estados a elevar seus padrões de emissões acima do padrão nacional. Ele também finalizou a Política da Cidade do México, proibindo destinar verbas federais a grupos internacionais que ofereçam serviços de aborto ou aconselhamento.
Na primeira semana de governo ele também estabeleceu um rotina de disponibilizar um vídeo no site oficial da Casa Branca e no Youtube, bem como aqueles lançados durante o seu período de transição. A primeira postagem teve 600.000 visualizações no Youtube na tarde seguinte.
O Primeiro ato legislativo assinado por Obama foi em 29 de janeiro que revisava o prazo de prescrição para a apresentação de ações judiciais. Em 3 de fevereiro, ele assinou um ato de melhoria no atendimento do programa de saúde infantil, aumentando de 7 para 11 milhões o número de crianças assistidas.

## Índices de aprovação e opinião

### 2009
Após o seu período de transição, Obama assumiu o cargo com  uma taxa de aprovação de 82%. Ao final da primeira semana, 68% dos entrevistados pelo Gallup aprovavam a forma de trabalho de Obama, o segundo maior índice de aprovação de um Presidente no início de mandato desde a Segunda Guerra Mundial.
Durante fevereiro, pesquisas mostraram índices de aprovação diferentes: 62% (CBS News), 64% (USA Today/Gallup), 66% (Gallup) e 76% em uma pesquisa isolada (CNN/Opinion Research). O Gallup apresentou no final de fevereiro uma nova pesquisa onde a aprovação aumentou de 59% para 67%.
Durante o outono de 2009, a pesquisa efetuada pela Rasmussen estimava o índice de aprovação de Obama variando entre 45% e 52% e a desaprovação entre 48% e 54%; a partir de 11 de novembro a Pew Research estimou a aprovação de Obama entre 51% e 55% e sua desaprovação entre 33% e 37%.

#### Tratamento da economia

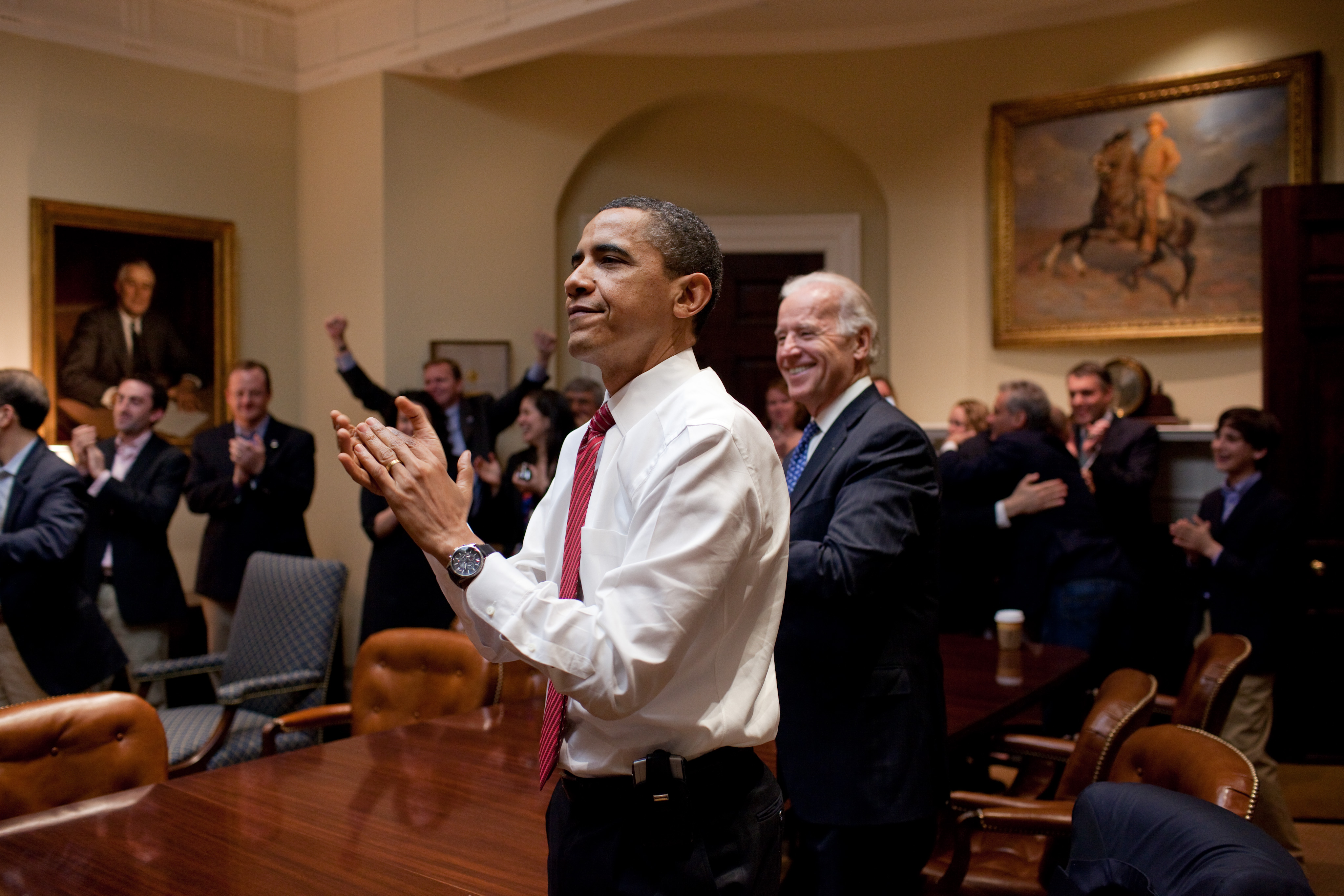
Obama e sua equipe comemorando a passagem do Affordable Care Act, em março de 2010, uma das principais legislações de sua presidência.

A empresa de pesquisas americana Rasmussen Reports apontou no meio de fevereiro de 2009 que 55% dos eleitores avaliaram como bom ou excelente a maneira como Obama estava lidando com a economia. No começo de março, um levantamento feito por 49 economistas a pedido do The Wall Street Journal deram uma nota média de 59 pontos entre 100 a Obama, com 42% dos entrevistados avaliando a administração da política econômica abaixo de 60%. Em comparação, apenas 30% dos mesmos economistas consideraram a reação do governo frente à recessão global como adequada. Em abril, uma pesquisa feita pelo Gallup mostrou a confiança na política econômica de Obama, com 71% dizendo que eles tem "uma boa" ou "uma excelente" confiança na forma como Obama está lidando com a economia, maior que Ben Bernanke, Timothy Geithner ou líderes do Congresso. Outra pesquisa Gallup feita em junho mostrou que 55% dos americanos aprovavam a forma como Obama estava lidando com a economia de uma forma geral, mas 48% e 51% desaprovavam a maneira que ele enfrentava os problemas com o déficit orçamentário federal e o controle dos gastos federais, respectivamente. Uma pesquisa feita pela CBS News entre 27 e 31 de agosto mostrava que 53% dos entrevistados aprovavam a política econômica de Obama. Uma pesquisa da Rasmussen de 12 de novembro mostrou que 45% dos americanos avaliavam a forma como Obama estava lidando com a economia como "fraca" e 39% avaliaram como "bom" ou "excelente". Ainda 72% dos Democratas avaliaram como "bom" ou "excelente", enquanto apenas 10% dos Republicanos e 27% dos eleitores não afiliados.

### 2010
O índice de aprovação de Obama era praticamente igual ao de Bill Clinton nesse mesmo momento na presidência de acordo com os dados mantidos pelo Gallup e maior que os 45% registrados por Ronald Reagan em abril de 1982. O índice de aprovação era de 85% entre os Democratas, 46% entre os independentes e 11% entre os Republicanos.
O Fox News Channel divulgou os resultados de duas pesquisas realizadas em 8 e 9 de abril de 2010. A primeira mostrava uma queda na aprovação de Obama para 43% e 48% de desaprovação. A outra pesquisa, concentrada na economia mostra uma desaprovação na forma como Obama estava lidando com a economia entre 53–42%, com 62% se dizendo insatisfeitos com o déficit federal. De acordo com uma pesquisa Gallup divulgada em 10 de abril de 2010, o Presidente Obama tinha um índice de aprovação de 45%, com 48% de desaprovação.

### 2011
O índice de aprovação de Obama subiu após a morte de Osama Bin Laden em 2 de maio de 2011. Uma pesquisa da GfK feita em 5 de maio de 2011, mostra uma aprovação de 60%. Durante o debate do teto da dívida em agosto de 2011, sua aprovação caiu para menos de 40%.

### 2012
O Presidente Obama começou 2012 com seu índice de aprovação e desaprovação empatados em torno de 40% e ao final do ano apresentou uma vantagem de 10% para o índice de aprovação.

### 2013
O Presidente Obama começou 2013 com cerca a 10% de vantagem de seu índice de aprovação em relação a sua desaprovação e terminou o ano com uma desvantagem 10% da aprovação em relação a sua desaprovação.

### 2014
Em março de 2014, o Gallup apresentava o índice de aprovação de Obama de 42% e sua desaprovação era de 54%. A pesquisa foi feita por telefone com 1500 cidadãos americanos adultos e possui uma margem de erro de 3%.

### 2017
Em janeiro de 2017, enquanto deixava o cargo, o índice de aprovação do governo Obama chegava a 60%.

## Pessoal

### Nomeações dos gabinetes
Vinte e dois membros da administração Obama estão no Gabinete dos Estados Unidos (15) ou em posições consideradas da mesma relevância (7). Os membros de gabinete são chefes dos quinze maiores departamentos (Estado, Defesa, Justiça, etc) os outros sete membros são o Vice-presidente, Chefe de Gabinete da Casa Branca, Administrador da Agência de Proteção Ambiental, o Diretor do Gabinete de Gestão e Orçamento, o Agência de Comércio dos Estados Unidos, Embaixador dos Estados Unidos nas Nações Unidas e o Presidente do Conselho de Assessores Econômicos. Uma vez que Robert Gates era membro da administração anterior como Secretário de Defesa dos Estados Unidos e sua carta de renúncia (uma formalidade do final do mandato do presidente) não foi aceita ele não precisou de uma nova nomeação. Em 19 de janeiro de 2009 os líderes Democratas do Senado solicitaram que quinze dos vinte nomeados fossem ratificados por aprovação unânime e sete dos nomeados foram confirmados no dia seguinte: Ken Salazar, Steven Chu, Arne Duncan, Peter Orszag, Eric Shinseki, Tom Vilsack e Janet Napolitano. Em 21 de janeiro, Obama presidiu à tomada de posse dos sete nomeados. No mesmo dia o Senado confirmou Hillary Clinton com uma votação de 94–2. Em 22 de janeiro mais nomes foram aprovados: Susan E. Rice, Ray LaHood, Lisa P. Jackson e Shaun Donovan. Em 26 de janeiro, o Senado confirmou Timothy Geithner com uma votação de 60–34.
Ao final da primeira semana de Obama na presidência, Hilda Solis, Tom Daschle, Ron Kirk e Eric Holder precisavam ser confirmados e não havia ainda outra indicação para o cargo de Secretário de Comércio, Holder foi confirmado numa votação de 75–21 em 2 de fevereiro e em 3 de fevereiro Obama anunciou o Senador Judd Gregg como sua segunda indicação ao cargo de Secretário de Comércio. Tom Daschle pediu a retirada de seu nome das indicações no mesmo dia de sua indicação devido a polêmicas sobre sua falta de pagamento de imposto de renda. Hilda Solis foi confirmada com uma votação de 80–17 em 24 de fevereiro, e Ron Kirk foi confirmado em 18 de março por 92–5 no Senado.
Judd Gregg, que era o líder Republicano no Senada resignou a indicação de Obama como Secretário do Comércio após a publicação de que ele teria um investimento multi milionário no Bank of America. o ex-governador de Washington Gary Locke foi indicado em 26 de fevereiro como a terceira opção de Obama e confirmado em 24 de março pelo Congresso.
Em 2 de março Obama apresentou a governadora de Kansas Kathleen Sebelius como sua segunda opção como Secretária de Saúde e Serviços Humanos. Ele também apresentou Nancy-Ann DeParle como a chefe de Gabinete de Reforma da Saúde da Casa Branca, a qual sugeriu que trabalhasse em conjunto com o Departamento de Saúde e Serviços Humanos. Ao final de março Sebelius era o único membro do gabinete que ainda precisava ser confirmado.

### Nomeações do judiciário

#### Suprema Corte dos Estados Unidos
Obama indicou as seguintes juízas para integrar a Suprema Corte dos Estados Unidos:
- Sonia Sotomayor – 2009
- Elena Kagan – 2010

## Políticas

### Política interna
O primeiro projeto de lei assinado por Obama foi o Lilly Ledbetter Fair Pay Act of 2009, que flexibiliza a prescrição para processos de igualdade salarial. Cinco dias depois, ele assinou uma autorização para que o Programa Estatal de Seguro para a Saúde das Crianças (SCHIP) cobrisse um adicional de quatro milhões de crianças que estavam sem seguro. Em março de 2009, Obama reverteu uma política da administração Bush que limitava os recursos das pesquisas com células-tronco embrionárias, se comprometendo a desenvolver "diretrizes rígidas" nas pesquisas. O seu governo também cortou gastos com programas sociais.

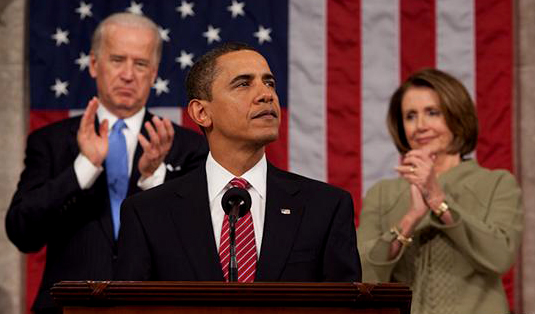
Obama discursa em sessão conjunta do Congresso com o vice-presidente, Joe Biden, e a presidente da Câmara dos Representantes, Nancy Pelosi, em 24 de fevereiro de 2009.

Obama nomeou duas mulheres para a Suprema Corte durante os dois primeiros anos de seu mandato. Sonia Sotomayor foi nomeada por Obama em 26 de maio de 2009, para substituir o juiz associado David Souter, que estava se aposentando, sendo confirmada em 6 de agosto de 2009, e tornando-se a primeira hispânica a fazer parte da Suprema Corte. Elena Kagan foi nomeada por Obama em 10 de maio de 2010, para substituir o juiz associado John Paul Stevens, que estava se aposentando, sendo confirmada em 5 de agosto de 2010, elevando o número de mulheres na Suprema Corte para três, sendo o maior número de mulheres membros deste tribunal da história americana.
Em 30 de setembro de 2009, a administração Obama propôs novos regulamentos para usinas de energia, fábricas e refinarias de petróleo, em uma tentativa de limitar as emissões de gases de efeito estufa e reduzir o aquecimento global.
Em 8 de outubro de 2009, Obama assinou a Matthew Shepard and James Byrd, Jr. Hate Crimes Prevention Act, uma medida que expande uma lei federal de 1969 sobre crimes motivados pelo preconceito, incluindo nesta categoria crimes motivados por identidade de gênero, orientação sexual, ou deficiência.
Em 30 de março de 2010, Obama assinou a Health Care and Education Reconciliation Act, um projeto de lei que acaba com os subsídios governamentais dados aos bancos privados para distribuir empréstimos garantidos pelo governo federal, fortalecendo a bolsa de estudos Pell Grant, e fazendo alterações no Patient Protection and Affordable Care Act.
Em um grande discurso sobre política espacial, feito em abril de 2010 no Centro Espacial Kennedy, Obama anunciou uma mudança de direção da NASA, a agência espacial americana. No discurso, ele apresentou seu novo plano de exploração espacial e disse que espera ser possível levar o primeiro homem a Marte até 2025. Cancelou os fundos para programas espaciais como Ares I, Ares V e Constellation, defendendo uma maior participação da iniciativa privada. Ele também anunciou um aumento de US$ 6 bilhões no orçamento da NASA.

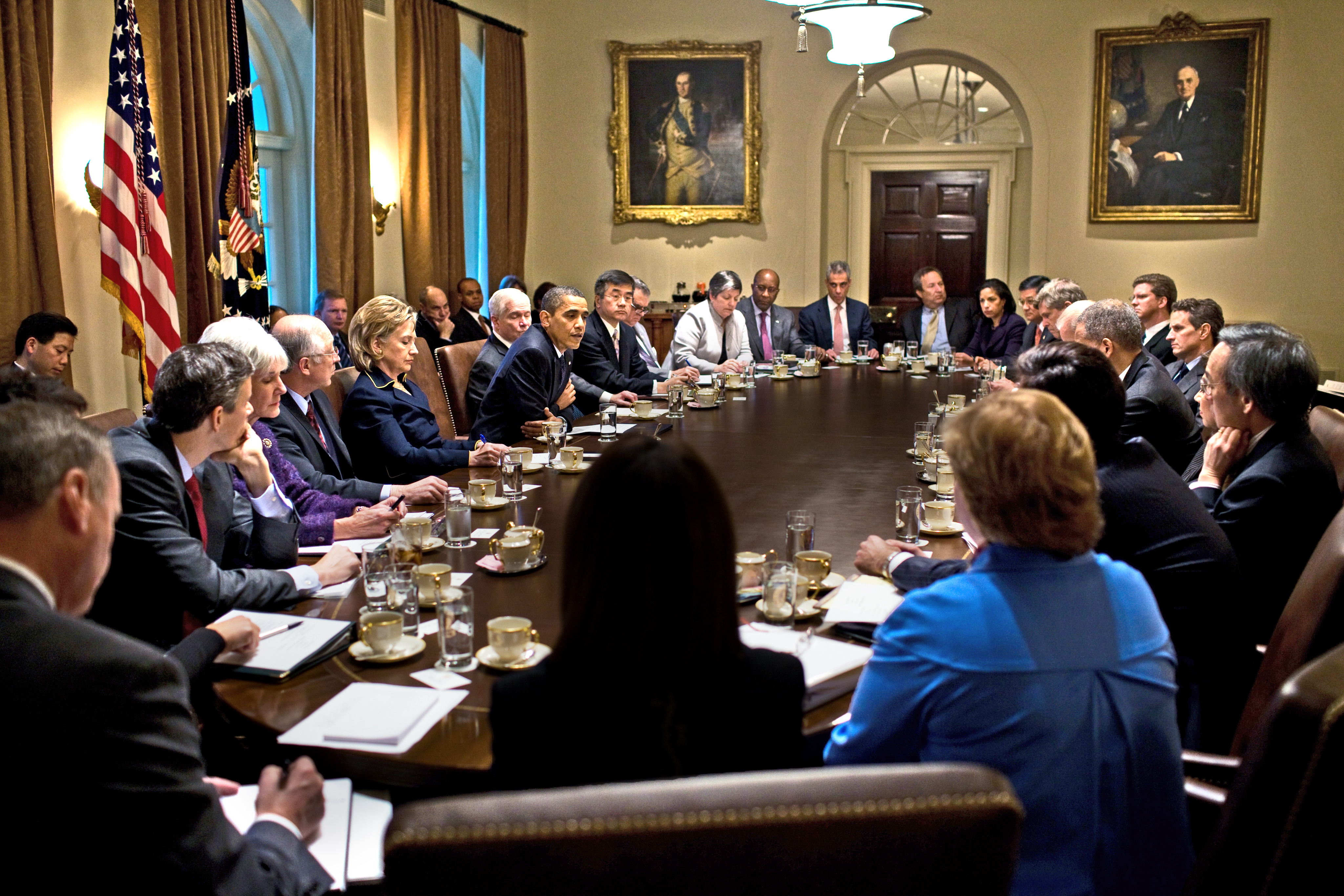
Obama se reúne com o seu gabinete, em 23 de novembro de 2009.

Em 22 de dezembro de 2010, Obama assinou a Don't Ask, Don't Tell Repeal Act of 2010, cumprindo uma promessa chave feita durante campanha presidencial de 2008, que acaba com a Don't ask, don't tell, uma política de 1993 que impedia que gays e lésbicas assumidos servissem nas Forças Armadas dos Estados Unidos.
O discurso sobre o Estado da União do presidente Obama em 2011 se concentrou em temas como educação e inovação, destacando a importância da inovação da economia para tornar os Estados Unidos mais competitivos globalmente. Ele falou em um congelamento de cinco anos nos gastos domésticos, eliminação de incentivos fiscais para empresas de petróleo, reversão dos cortes de impostos para os americanos mais ricos, e redução dos custos com a saúde. Ele prometeu que os Estados Unidos teriam um milhão de veículos elétricos em funcionamento até 2015, e que 80% dos norte-americanos terão acesso ao transporte ferroviário de alta velocidade.
Como um candidato ao Senado estadual de Illinois em 1996, Obama havia dito que ele favoreceria a legalização do casamento entre pessoas do mesmo sexo; mas quando concorreu ao Senado federal pelo Illinois em 2004, ele disse que, enquanto apoiava uniões civis, por razões estratégicas ele era contra casamentos entre pessoas do mesmo sexo. Em 9 de maio de 2012, logo após o lançamento oficial de sua campanha à reeleição como presidente, Obama disse que suas visões tinham evoluído, e afirmou publicamente o seu apoio pessoal para a legalização do casamento entre pessoas do mesmo sexo, tornando-se o primeiro presidente americano ainda no cargo a fazê-lo.
Durante o seu segundo discurso de posse em 21 de janeiro de 2013, Obama pediu plena igualdade para os gays americanos: "Nossa jornada não estará completa até que nossos irmãos e irmãs gays sejam tratados como todos os outros pela lei — pois, se somos verdadeiramente iguais, então certamente o amor que damos uns aos outros deve também ser igual." Este foi um momento histórico, sendo a primeira vez que um presidente mencionou os direitos dos homossexuais ou a palavra "gay" em um discurso de posse. Em 2013, o governo Obama pediu a Suprema Corte que se pronunciasse a favor de casais do mesmo sexo nos casos Hollingsworth v. Perry (sobre o casamento entre pessoas do mesmo sexo) e United States v. Windsor (sobre a Lei de Defesa do Matrimônio). Obama também pediu que a Suprema Corte revogasse a Lei de Defesa do Matrimônio (DOMA), por considerar que ela viola a "garantia fundamental da igualdade nas proteções".

### Política Econômica

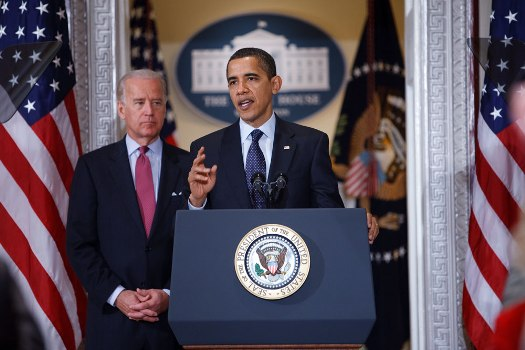
Obama e o vice-presidente, Joe Biden, discursam com legisladores sobre a implementação do Recovery Act, em 20 de março de 2009.

Em 17 de fevereiro de 2009, Obama assinou a American Recovery and Reinvestment Act of 2009, um pacote de estímulos econômicos no valor de $787 bilhões, destinado a ajudar a recuperação da economia diante da grande recessão. A legislação inclui um aumento dos gastos federais para a saúde, infra-estrutura, educação e vários benefícios fiscais e incentivos.
Em março, o secretário do Tesouro de Obama, Timothy Geithner, tomou novas medidas para gerir a crise financeira, incluindo a introdução do Programa de Investimentos público-privado, que disponibiliza comprar até dois trilhões de dólares em ativos imobiliários depreciados. Obama interveio na conturbada indústria automotiva em março de 2009, renovando empréstimos para a General Motors e Chrysler, para que elas continuassem a operar enquanto se reorganizavam. Ao longo dos meses seguintes, a Casa Branca definiu os termos de falência de ambas empresas, incluindo a venda da Chrysler para a fabricante de automóveis italiana Fiat, e a reorganização da GM, dando temporariamente ao governo dos Estados Unidos uma participação acionária de 60%, com o governo canadense tendo uma participação de 12%. Em junho de 2009, insatisfeito com o ritmo dos estímulos econômicos, Obama pediu ao seu gabinete que acelerassem o investimento. Ele assinou a lei Car Allowance Rebate System, coloquialmente conhecida como "Cash for Clunkers", que impulsionou temporariamente a economia.
Apesar dos gastos e empréstimos garantidos pelo Sistema de Reserva Federal e Departamento do Tesouro, autorizado pelas administrações Bush e Obama, que totalizaram cerca de $11,5 trilhões, apenas $3 trilhões haviam sido gastos até o final de novembro de 2009. No entanto, Obama e o Escritório de Orçamento do Congresso previram um déficit orçamental em 2010 de $1,5 trilhão, ou 10,6% do produto interno bruto americano (PIB), em comparação com o déficit em 2009 de $1,4 trilhão, ou 9,9% do PIB. Para 2011, o governo previu que o déficit iria diminuir um pouco, indo a $1,34 trilhão, enquanto o déficit acumulado em dez anos aumentou para $8,53 trilhões, ou 90% do PIB. O aumento mais recente no teto da dívida americana para 16,4 trilhões foi assinado em lei em 26 de janeiro de 2012. Em 2 de agosto de 2011, após um longo debate no Congresso sobre a possibilidade de aumentar o limite da dívida do país, Obama assinou a lei bipartidária Budget Control Act of 2011.  A legislação eleva o teto da dívida em $2,4 trilhões, cria uma Comissão de Conciliação composta por membros das duas casas do Congresso que propõem novas reduções do déficit, com o objetivo declarado de alcançar, pelo menos, $1,5 trilhões em cortes orçamentais até novembro do mesmo ano, e, se o novo comitê não encontrasse ao menos $1,2 trilhão em cortes, o teto da dívida só seria elevado em $1,2 trilhão. Ao aprovar a legislação, o Congresso foi capaz de evitar um calote do governo dos Estados Unidos.

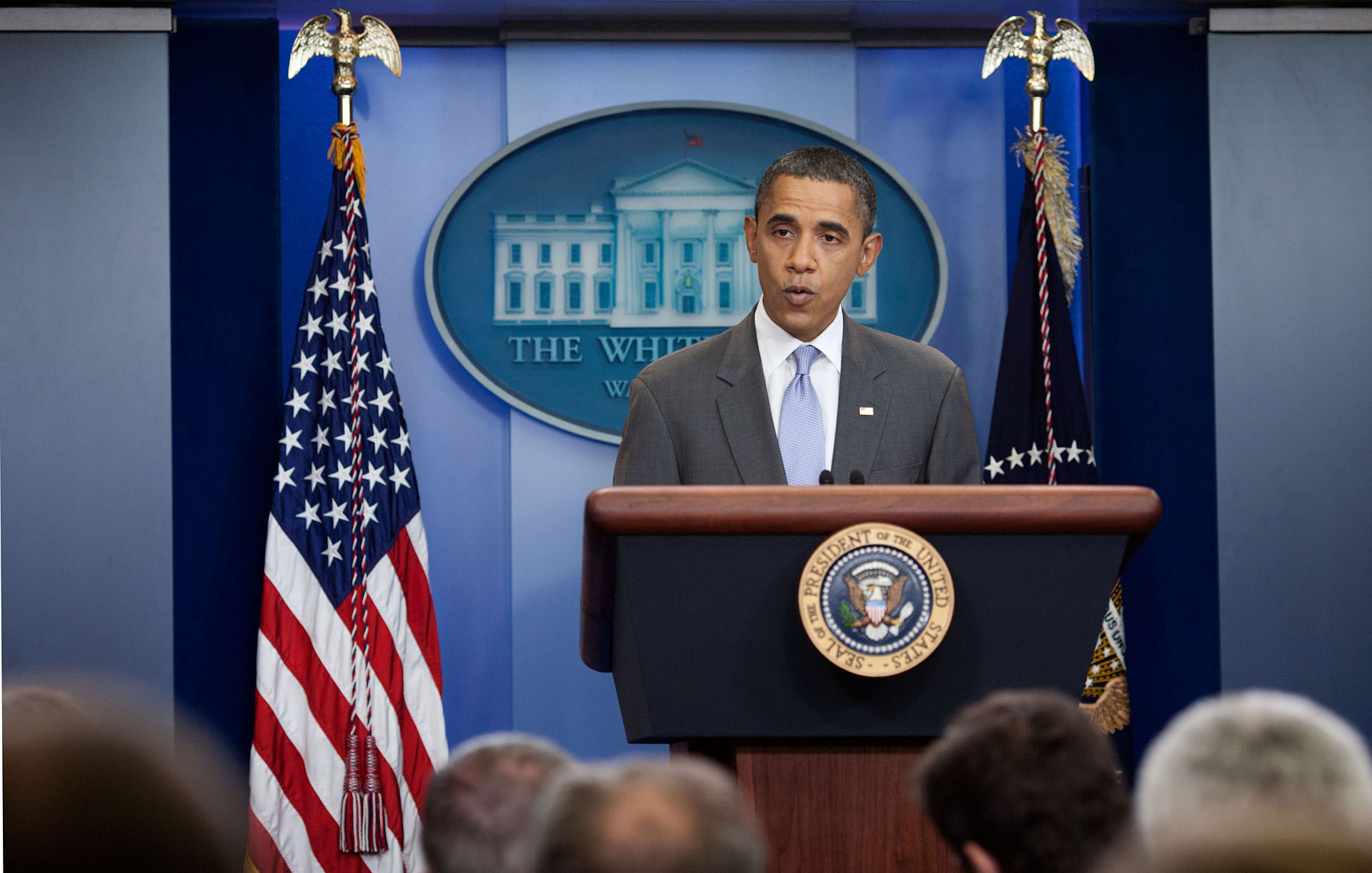
Obama anuncia um acordo bipartidário no Congresso para elevar o limite de gastos durante a crise do limite de dívida dos Estados Unidos de 2011.

Como aconteceu ao longo de 2008, a taxa de desemprego aumentou em 2009, atingindo um pico de 10,0% em outubro e tendo uma média de 10,0% no quarto trimestre. Depois de uma queda para 9,7% no primeiro trimestre de 2010, a taxa de desemprego caiu para 9,6% no segundo trimestre, onde permaneceu durante o resto do ano. Em novembro de 2012, a taxa de desemprego caiu para 7,7% diminuindo para 7,3% no segundo trimestre de 2013. O PIB voltou a crescer no terceiro trimestre de 2009, expandindo a uma taxa de 1,6%, seguido por um aumento de 5,0% no quarto trimestre. O crescimento continuou em 2010, registrando um aumento de 3,7% no primeiro trimestre, com ganhos menores em todo o resto do ano. Em julho de 2010, a Reserva Federal expressou que, embora a atividade econômica continuou a crescer, seu ritmo desacelerou, e o presidente da Reserva Federal, Ben Bernanke, afirmou que o panorama econômico era "excepcionalmente incerto". A economia se expandiu a uma taxa de 2,9% em 2010.
O Escritório de Orçamento do Congresso e uma ampla gama de economistas creditaram o crescimento ao plano de estímulos de Obama. O CBO (sigla de Congressional Budget Office em inglês) divulgou um relatório afirmando que o pacote de estímulos criou entre 1–2,1 milhões de empregos, embora admitiu que "é impossível determinar quantos trabalhos relatados teriam existidos na ausência do pacote de estímulos." Embora uma pesquisa de abril de 2010, feita por membros da Associação Nacional de Economia Empresarial, que mostrou um aumento na criação de empregos pela primeira vez em dois anos, 73% dos 68 entrevistados acreditavam que o pacote de estímulos não teve impacto sobre a criação de empregos.
Após um mês das eleições de meio mandato de 2010, Obama anunciou um acordo de compromisso com a liderança republicana no Congresso, que incluiu uma extensão temporária de dois anos para os cortes de impostos da administração Bush, um ano de redução de impostos na folha de pagamento, continuação dos benefícios aos desempregados, e uma nova taxa e quantidade de isenção para impostos sobre a propriedade. O compromisso superou a oposição de alguns em ambas as partes, aprovando a Tax Relief, Unemployment Insurance Reauthorization, and Job Creation Act of 2010 com maioria bipartidária em ambas as casas do Congresso, sendo assinada por Obama em 17 de dezembro de 2010.
No fim do seu segundo mandato, o emprego, a renda familiar mediana real, o mercado de ações e o patrimônio líquido das famílias americanas atingiram patamares históricos, enquanto o desemprego permanecia significativamente abaixo da média histórica.

### Ética

#### Reforma do lobby
Durante sua campanha presidencial, Obama disse que "eles [lobbistas] não terão trabalho na sua Casa Branca", porém ele suavizou o tom no decorrer da campanha. Em 21 de janeiro de 2009 Obama emitiu uma ordem executiva para todos os futuros nomeados de sua administração, onde nenhum nomeado que tenha um lobista registrado nos dois anos anteriores ao da nomeação poderia participar em assuntos em que fizeram lobby por um período de dois anos após a data da nomeação. Três renúncias formais foram apresentadas no começo de 2009, de um total de 800 nomeações. Mais dez renúncias foram apresentadas em setembro de 2009.

#### Transparência
A administração Obama disse que todas as ordem executivas, legislações não emergenciais e proclamações serão postadas no site oficial da Casa branca, permitindo à população revisar e comentar por cinco dias antes da assinatura do presidente. O compromisso foi quebrado duas vezes durante o primeiro mês após assumir o cargo, na assinatura das leis State Children's Health Insurance Program e a Lilly Ledbetter Fair Pay Act of 2009.
Durante sua primeira semana no cargo, Obama anunciou o plano de postar um vídeo semanal no site da Casa Branca, e no YouTube, informando à população das ações do governo em cada semana. Durante seu discurso na Convenção Nacional dos Democratas em 2008 Obama disse, "Além disso, vou analisar o orçamento federal, linha por linha, eliminando programas que não funcionem mais e fazendo com os que nós realmente precisamos funcionem melhor e custando menos – porque não podemos enfrentar os desafios do Século XXI com a burocracia do Século XX."
Em 21 de janeiro de 2009, Obama revogou a Executive Order 13233 que limitava o acesso aos registros dos ex-presidentes dos Estados Unidos. Obama orientou a todas as agências e departamentos de sua administração a "adotar uma presunção em favor" das requisições do Ato de Liberdade da Informação. Em abril de 2009, o Departamento de Justiça dos Estados Unidos liberou quatro memorandos legais da Administração Bush, cumprindo voluntariamente uma ação judicial do Ato de Liberdade de Informação apresentada pela União Americana pelas Liberdades Civis. Os memorandos foram redigidos por John Yoo e assinados por Jay Bybee e Steven Bradbury, então assistente principal dos procuradores-gerais do Departamento de Justiça e destinados a John A. Rizzo, do conselho geral da CIA. Os memorandos descrevem em detalhes os métodos de interrogatório usados pela CIA em prisioneiros suspeitos de terrorismo. Obama se envolveu pessoalmente na decisão de liberar os memorandos, contrariando alguns ex-diretores da CIA. O ex-vice-presidente Dick Cheney criticou Obama por não liberar mais memorandos, afirmando que os memorandos não liberados detalham o sucesso dos interrogatórios administrados pela CIA. Uma análise de 2012, feita pela Bloomberg News, indicava que a administração Obama falhara em seguir as exigências do Ato de Liberdade de Informação. O porta-voz da Casa Branca Jay Carney defendeu o Presidente, afirmando que a administração apresentava uma "transparência sem precedentes".
O American Recovery and Reinvestment Act of 2009 requer que todos os beneficiados dos fundos provenientes do ato apresentem um plano sobre sua utilização, junto com o propósito, custo, análise, criação líquida de emprego e as informações de contato sobre o plano ao site Recovery.gov para que a população possa revisar e comentar. Inspetores gerais de cada departamento ou agência executiva, então irão revisar de forma apropriada quaisquer dúvidas apresentadas pela população. Todas as conclusões de um inspetor geral devem ser retransmitidas imediatamente ao chefe de cada departamento e publicadas no site.
Em 16 de junho de 2009, a Citizens for Responsibility and Ethics in Washington (CREW), uma organização dedicada à promoção da ética e da responsabilidade no governo e na vida pública, ajuizou uma ação contra a administração Obama para obter mais informações sobre as visitas de executivos de empresas de carvão. Anne Weismann, a chefe de conselho da  CREW, disse "A administração Obama tomou a mesma posição da administração Bush... Eu não vejo como você pode impedir as pessoas de saber quem visita a Casa Branca e aderir a uma política de abertura e transparência." Em 16 de junho, a MSNBC informou que um pedido mais detalhado sobre os registros de visitantes desde a posse de Obama em 20 de janeiro fora negado. A administração anunciou que os registros de visitantes da Casa Branca estariam disponíveis de forma permanente, com algumas limitações, para as visitas ocorridas após 15 de setembro de 2009. A partir de 29 de janeiro de 2010 a Casa Branca começou a liberar os nomes dos visitantes. Desde então, os nomes dos visitantes (não apenas os turistas, mas também os dirigentes sindicais, executivos de Wall Street, lobistas, líderes de partido, filantropistas e celebridades), foram liberados. Os nomes são liberados cerca de 90 a 120 dias após a visita. A lista completa está disponível online no site da Casa Branca.
Obama declarou durante a campanha presidencial de 2008 que ele levaria o debate da reforma da assistência médica à televisão, no canal C-SPAN, citando a transparência como sendo o empurrão necessário para garantir que as pessoas se envolvam no processo. Isso não aconteceu como prometido e o site PolitiFact.com deu a Obama um selo "Promise Broken" (em português:  "Promessa Quebrada") nessa questão. Depois o Secretário de Imprensa da Casa Branca Robert Gibbs evitou abordar a questão num primeiro momento, o próprio presidente Obama reconheceu que ele teve uma reunião a portas fechadas com os líderes democratas para discutir a melhor forma de angariar votos suficientes, a fim de juntar as duas versões (Câmara e Senado) do projeto de lei da saúde. Ao fazer isso ele violou sua carta de compromisso, embora Obama afirme que as negociações em diversas comissões do Congresso estejam abertas as audiências televisivas. Obama também citou que um grupo independente de vigilância da ética descreveu sua administração como a mais transparente da história recente.
A administração Obama foi caracterizada como sendo muito mais agressiva que as administrações anteriores na sua resposta sobre as denúncia de irregularidades e vazamentos para a imprensa, levando os críticos a descrever a repressão da Administração Obama como uma "guerra contra os informantes". Oito pessoas foram acusadas conforme o Espionage Act of 1917, incluindo Thomas Andrews Drake, um ex-funcionário da NSA que de grande importância ao Projeto Trailblazer, Stephen Jin-Woo Kim, um contratante do Departamento de Estado dos Estados Unidos que alegou ter conversado sobre a Coreia do Norte com o jornalista James Rosen do Fox News Channel, e Jeffrey Sterling, que supostamente foi a fonte para o livro de James Risen, State of War. Risen também foi intimado a revelar suas fontes, uma ação rara tomada pelo governo. Também, Shamai Leibowitz, um linguistico contratado pelo FBI (FBI) foi condenado pelo vazamento de informações a partir de escutas telefônicas da embaixada, John Kiriakou, um ex-analista da CIA se declarou culpado por repassar informações confidenciais, Bradley Manning, um analista da inteligência do Exército dos Estados Unidos se declarou culpado por repassar informações confidenciais ao Wikileaks, e James Hitselberger, um ex-linguistico contratado pela Marinha dos Estados Unidos no Bahrein foi acusado de possuir documentos confidenciais. O mais notório de todos é Edward Snowden, um contratado da NSA e ex-funcionário da CIA, atualmente em liberdade e acusado de roubo e divulgação não autorizada de informações confidenciais ao colunista Glenn Greenwald.

### Política externa

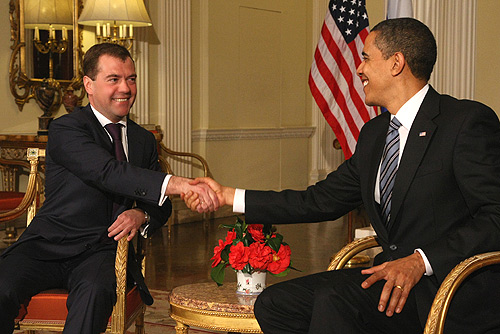
O primeiro encontro entre Dmitry Medvedev e Barack Obama antes do encontro do G20 em 1 de abril de 2009 em Londres.

No seu discurso de posse, Obama sugeriu que tivesse planos para começar o processo de retirada das tropas americanas do Iraque, mantendo o foco na Guerra do Afeganistão. Ele também mencionou a redução da ameaça nuclear através do "trabalho incansável com velhos amigos e ex-adversários". Ele discursou sobre a determinação dos americanos em combater o terrorismo. Aos povos muçulmanos, Obama estendeu um convite para traçar "um novo caminho a seguir, baseado no interesse e no respeito mútuos". Ele também afirmou que os Estados Unidos estenderiam a mão aqueles que "se mantêm no poder através da corrupção e de fraudes" se eles "estiverem dispostos a descerrar" seus punhos. Pouco depois de sua posse, o Presidente Obama convidou o Presidente Abbas da Autoridade Nacional Palestiniana. Convites também foram feitos ao Presidente Mubarak do Egito, Primeiro Ministro Olmert de Israel e Rei Abdullah da Jordânia. Obama e a Secretária de Estado Hillary Clinton nomearam George Mitchell como enviado especial da paz para o Oriente Médio e Richard Holbrooke como representante especial do Paquistão e do Afeganistão em 23 de janeiro de 2009. Ao mesmo tempo, Obama convidou Israel a abrir as fronteiras de Gaza, detalhando os planos de sua administração para o conflito israelo-palestino.

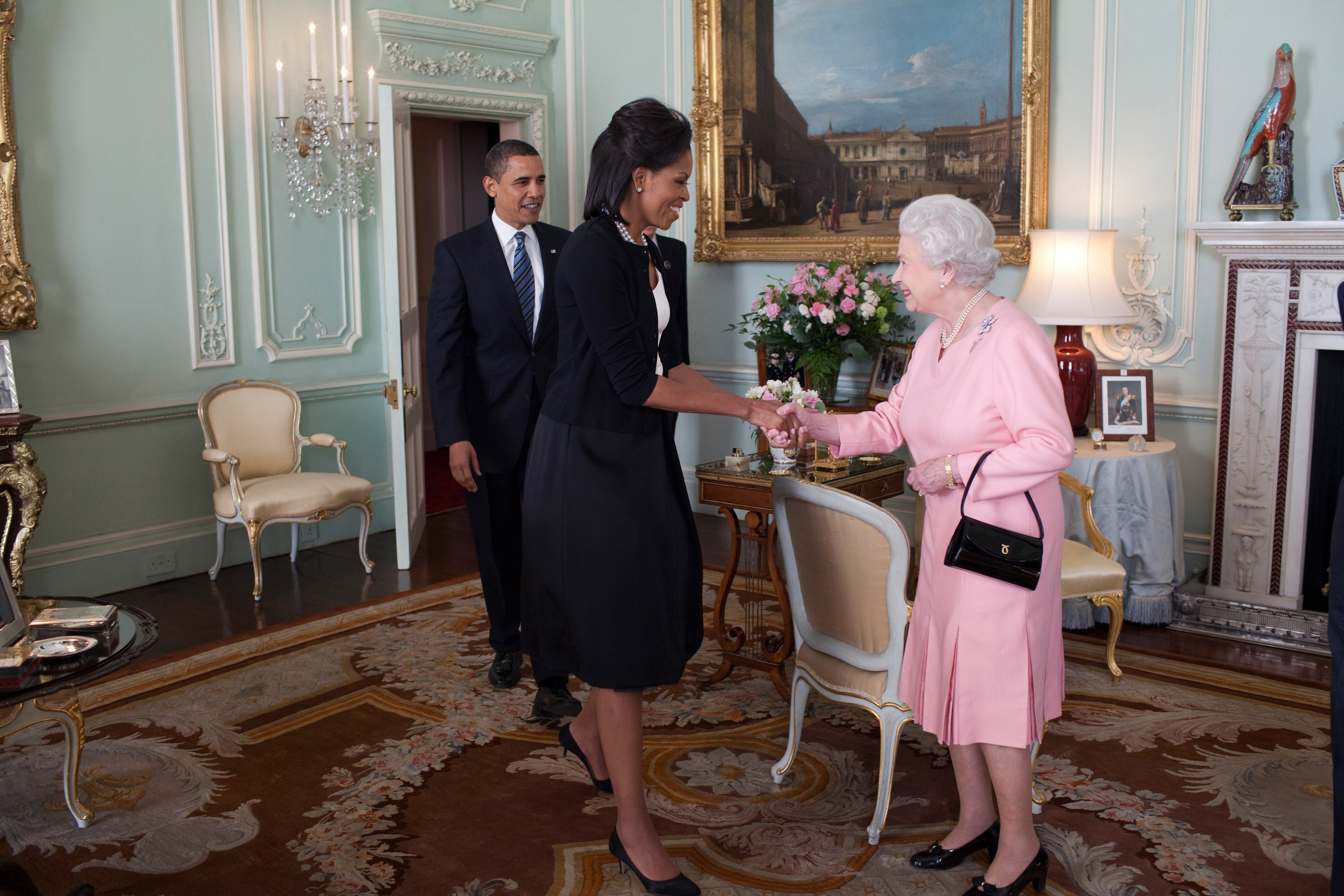
Presidente Obama e a Primeira Dama Michelle Obama são recebidos pela Rainha Isabel II no Palácio de Buckingham em1 de abril de 2009 na cidade de Londres.

Em 18 de fevereiro de 2009, Obama anunciou que a presença militar dos Estados Unidos no Afeganistão seria reforçada em 17.000 novas tropas no verão. O anúncio seguiu uma recomendação de diversos especialistas, incluindo o Secretário de Defesa Robert Gates
Obama declarou seu plano em acabar com a Guerra do Iraque em 27 de fevereiro de 2009 num discurso em Camp Lejeune, Carolina do Norte, antes de uma audiência com os fuzileiros lá baseados. De acordo com o presidente, as tropas de combate seriam retiradas do Iraque até agosto de 2010, deixando um contingente de 50.000 millitares, que continuariam treinando, prestando consultoria e realizando operações antiterroristas até o final de 2011.
Outras características da administração Obama na política externa incluem uma postura firme em relação aos paraísos fiscais, a continuidade das operações militares no Paquistão, e um foco declarado na diplomacia para prevenir a proliferação nuclear no Irã e na Coreia do Norte.
Em 1 de abril de 2009, Obama e o presidente da China Hu Jintao, anunciaram um acordo entre os dois países, onde concordavam em trabalhar juntos para construir uma relação positiva, cooperativa e compreensiva no Século XXI.

Ainda em abril de 2009, Obama pediu que o Congresso aprovasse uma complementação nos fundos militares no total de $83.4 bilhões de dólares, onde a maior parte seria usada na Guerra do Iraque e para aumentar a presença militar no Afeganistão. O pedido também incluia $2.2 bilhões de dólares para aumentar o efetivo militar dos Estados Unidos, $350 milhões de dólares para melhorar a segurança ao na fronteira com o México e $400 milhões de dólares para ajuda contra-insurgência no Paquistão.
Em maio de 2009, foi noticiado que Obama planejava criar 20.000 novos postos de trabalho nas Forças Armadas.
Em um discurso na Universidade do Cairo, em 4 de junho de 2009, Obama falou sobre as relações entre os Estados Unidos e o mundo islâmico. O discurso dividiu opiniões entre os líderes da região. Em março de 2010, a Secretária de Estado, Hillary Clinton, criticou o governo israelense sobre o aumento dos assentamentos a leste de Jerusalém..
Em 8 de abril de 2010, Obama e o presidente russo Dmitry Medvedev assinaram o Tratado START, um acordo entre os dois países para a redução de seus arsenais nucleares.

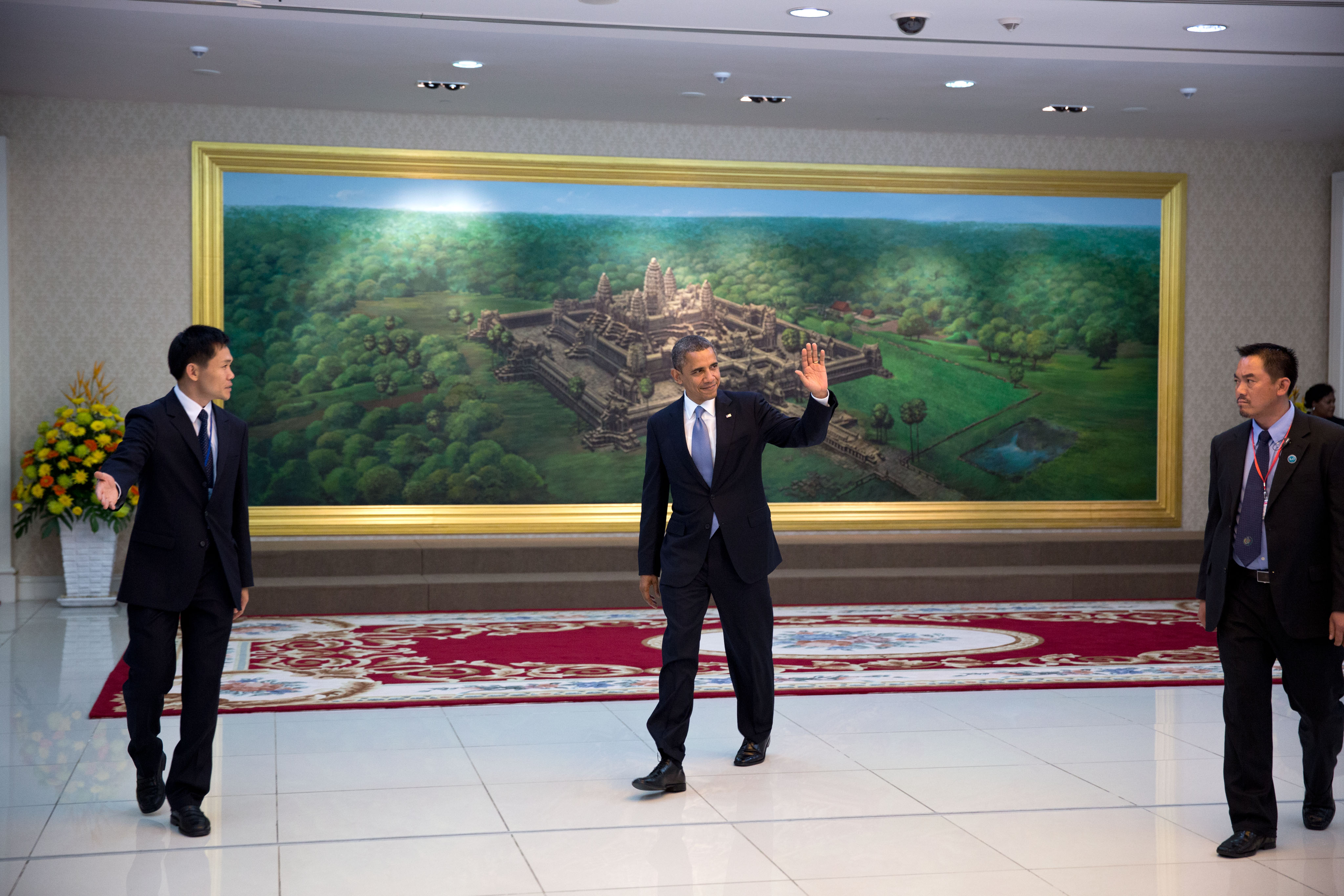
Obama durante uma visita a Phnom Penh, Camboja.

Em março de 2011, a reação internacional aos ataques militares de Muammar Gaddafi sobre as forças rebeldes e civis na Líbia resultaram em uma resolução das Nações Unidas para criar uma zona de exclusão aérea na Líbia. Obama autorizou as forças americanas a participar de um ataque internacional as defesas aéreas líbias utilizando mísseis Tomahawk para estabelecer a zona de proteção.
Em junho de 2013 a existência do PRISM, um programa do sistema de vigilância global operado pela NSA desde 2007, foi revelada por Edward Snowden, na época contratado da agência americana, que alertava que a extensão da coleta de dados era bem maior do que a opinião pública tinha conhecimento e incluia, o que ele caracterizou como, atividades "perigosas" e "criminosas". As revelações foram publicadas pelo jornal britânico The Guardian e pelo Washington Post. Diante da indignação internacional, os oficiais do governo americano contestaram alguns aspectos  das notícias vinculadas pelos jornais e defenderam o programa de vigilância PRISM, afirmando que ele não seria usado em alvos domésticos sem um mandado, que ele ajudara na prevenção do terrorismo e que ele era fiscalizado de forma independente pelos poderes executivo, judiciário e legislativo. Em 19 de junho de 2013, o presidente Obama, durante uma visita a Alemanha, afirmou que as práticas de coleta de dados da NSA constituem "um sistema limitado e dirigido para que nós possamos proteger nosso povo".
A administração Obama recebeu pesadas críticas de ativistas e membros do Partido Democrático pela falta de transparência em torno das negociações do acordo Parceria Trans-Pacífica e da presença de cerca de 600 representantes corporativos para auxiliar no processo de elaboração. Críticos afirmam que isso poderia expandir o poder político das corporações, enfraquencendo as regulações financeiras e aumento no custo de medicamentos prescritos. Em novembro de 2013, o WikiLeaks liberou em seu site um capítulo que se referia aos direitos sobre liberdade intelectual, onde Julian Assange disse que "seria como pisotear os direitos individuais e a liberdade de expressão" se implementados.
Em dezembro de 2014, Obama anunciou o começo da normalização das relações entre Cuba e Estados Unidos. Em outro momento histórico, em julho do ano seguinte assinou um acordo nuclear com o Irã.
Em meados de 2014, Obama ainda autorizou uma intervenção armada contra a organização auto-proclamada Estado Islâmico (EI), o principal grupo extremista no norte do Iraque. As forças armadas dos Estados Unidos e seus aliados europeus e do Oriente Médio então expandiram suas operações militares para a Síria onde organizações jihadistas, como o EI, se aproveitaram do caos da guerra civil local para conquistar territórios na região. Ainda na questão de segurança externa, o presidente Obama reverteu sua política de retirar todas as tropas americanas do Afeganistão até 2016, afirmando que 5 500 soldados estadunidenses permaneceriam naquele país além desta data.

#### Campo de Detenção da Baía de Guantánamo
Em seu primeiro dia no cargo, Obama requisitou a suspensão por 120 dias de todos os julgamentos dos supostos terroristas mantidos na Prisão de Guantánamo para que a nova administração pudesse "revisar os processos das comissões militares e dos casos pendentes perante as comissões militares a partir de 2011, especificamente". Outra determinação estabeleceu uma força tarefa para rever as políticas de detenção, procedimentos e casos individuais. Obama afirmou que os "Estados Unidos não torturarão" e rascunhou uma ordem executiva para o fechamento de Guantánamo em até 1 ano. Em 22 de janeiro de 2009, Obama assinou uma ordem executiva garantindo a segurança e o tratamento humano legítimo aos indivíduos detidos nos conflitos armados. Essa ordem limitou os interrogadores a utilizar apenas os métodos autorizados pelo exército americano. Um detento liberado após a posse de Obama, afirmou em entrevista a agência de notícias francesa Agence France-Presse que as condições em Guantánamo haviam piorado, afirmando que os guardas queriam uma última chance de vingança antes do fechamento da prisão. Em 13 de março de 2009, a administração anunciou que não iria mais se referir aos detentos de Guantánamo como inimigos de combate, mas também afirmou que o presidente tinha autoridade para manter detidos os suspeitos de terrorismo sem acusações criminais.

#### Israel

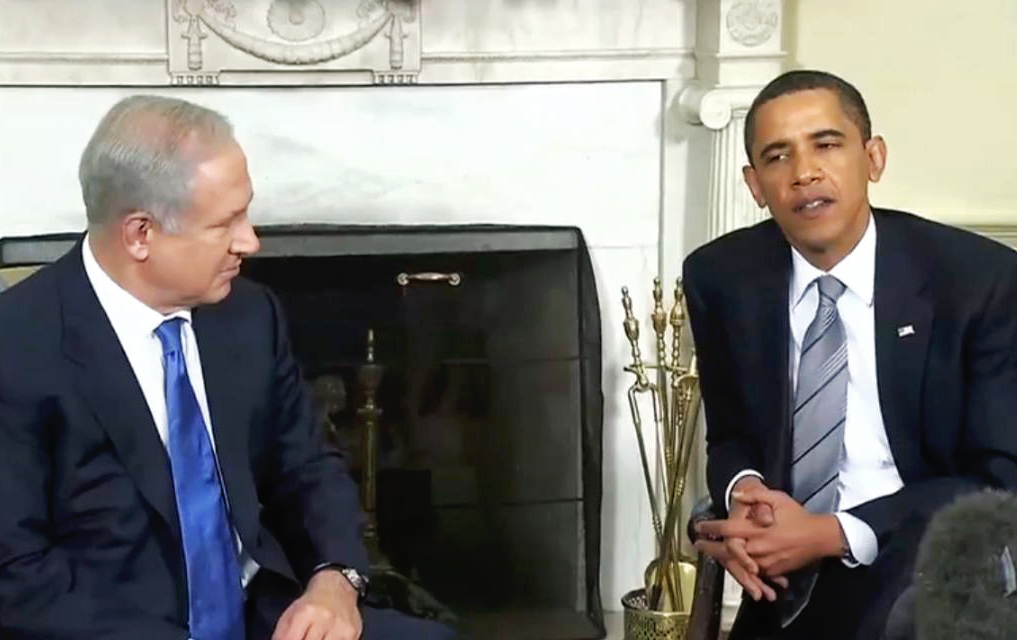
Obama e o primeiro-ministro de Israel Benjamin Netanyahu após uma reunião no Salão Oval em maio de 2009.

Obama referiu-se ao vínculo entre os Estados Unidos e Israel como "inquebrável". Durante os primeiros anos da administração Obama, os Estados Unidos aumentaram a cooperação militar com Israel, incluindo o aumento da ajuda militar, o re-estabelecimento do Grupo de Articulação Político-Militar e do Grupo Consultivo de Política de defesa, e um aumento de visitas entre oficiais militares de alto nível de ambos os países. A administração Obama pediu ao Congresso que alocasse dinheiro para financiar o programa Cúpula de Ferro, em resposta às ondas de ataques de foguetes palestinos contra Israel.
Em 2011, os Estados Unidos vetaram uma resolução do Conselho de Segurança condenando os assentamentos israelenses, sendo que os Estados Unidos foram o único país a votar contra a resolução. Obama apoia a solução de dois Estados para o conflito árabe-israelense com base nas fronteiras de 1967.